# Where the Day Takes You
 Where the Day Takes You és una pel·lícula estatunidenca de 1992 dirigida per Marc Rocco. La pel·lícula és l'aclamada història d'adolescents fugitius tractant de sobreviure als carrers de Los Angeles. La pel·lícula va estar nominada per a un premi en el Deauville American Film Festival i va guanyar el Golden Space Needle Award en el Seattle International Film Festival.

## Argument
King surt de la presó on ha passat una petita temporada i torna al carrer per trobar-se de nou amb la que considera la seva família, un grup de joves amb els quals viu el dia a dia. Durant la seva absència tots els seus amics han sucumbit als perills del carrer: drogues, prostitució, armes... King coneixerà a Heather, el seu nou amor i ha d'enfrontar-se a la dura realitat de la vida.

## Repartiment
- Sean Astin - Greg
- Lara Flynn Boyle - Heather
- Peter Dobson - Tommy Ray
- Balthazar Getty - Little J
- Ricki Lake - Brenda
- James LeGros - Crasher
- Dermot Mulroney - King
- Will Smith - Manny
- Laura San Giacomo - La periodista
- Adam Baldwin - L'oficial Black
- Nancy McKeon - Vikki
- Alyssa Milano - Kimmy
- David Arquette - Rob
- Rachel Ticotin - L'oficial Landers
- Stephen Tobolowsky - Charles
- Robert Knepper - Cantant de Rock
- Christian Slater - Treballador social